# Ophiuche constans
Ophiuche constans là một loài bướm đêm trong họ Erebidae.